# Geraldine Heaney
Geraldine Anne Heaney (Lurgan, 1º ottobre 1967) è un'ex hockeista su ghiaccio canadese.
Ha vinto due medaglie olimpiche nell'hockey su ghiaccio; in particolare ha vinto la medaglia d'oro alle Olimpiadi invernali 2002 tenutesi a Salt Lake City, vincendo con la sua nazionale il torneo femminile, mentre ha vinto la medaglia d'argento nel torneo femminile di hockey su ghiaccio alle Olimpiadi invernali di Nagano 1998. 
Nelle sue partecipazioni ai campionati mondiali ha conquistato ben sette medaglie d'oro (1990, 1992, 1994, 1997, 1999, 2000 e 2001).